# Гай Лициний Нерва
Вижте пояснителната страница за други личности с името Гай Лициний Нерва.
Гай Лициний Нерва (на латински: Gaius Licinius Nerva) e политик на Римската република през 1 век пр.н.е. Произлиза от фамилията Лицинии, клон Нерва.
Той е избран за народен трибун през 63 пр.н.е. по време на заговора на Катилина. Колега му е Луций Калпурний Бестия. Консули тази година са Децим Юний Силан и Луций Лициний Мурена.